# 中將
中將是許多國家軍隊中的職銜，介於少將和上將之間。這個職銜的來源可追溯至中世紀中，在戰場上接受上將的命令，再傳達下去的那個人。

## 歷史
中文里的「中将」一词，来自于日本军制；日本軍制中的中將，則來自于其古代官職「近衛左右府中將」。在美國等國，陸軍、空軍及陸戰隊的中将稱為「Lieutenant General」，海軍中將稱為「Vice Admiral」；英國空軍中將則稱為「Air Marshal」。
中華民國國軍、中国人民解放军、俄羅斯聯邦軍及英國皇家海軍（2001年后改为3星）等国中将的军衔标志为兩颗星；在美国军队及韩国國軍、德國聯邦國防軍及日本自衛隊等受美军影响较深的軍隊中，中将級別的军衔标志通常為三颗星；而法国军队及其他前法属殖民地國家，中将军衔标志則为四颗星。
中国人民解放军中将主要擔任的職務大军区正职，大军区副职，正军职。
德國聯邦國防軍除了一般中將外，尚存在有「軍醫中將」此一特定軍銜名稱（陸、空軍軍醫中將稱，海軍軍醫中將稱）。
在美國建國初期，中將為美國陸軍的最高軍銜。因為美國首任總統喬治·華盛頓生前所擔任的最高軍銜就是中將。

## 各國情況

### 中華民國

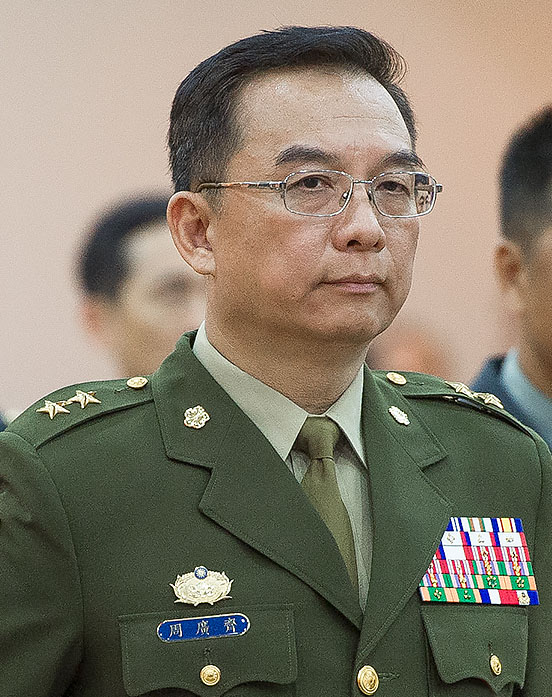
中華民國憲兵中將周廣齊

中將在中華民國國軍軍階中，位於上將和少將之間，現行主要擔任的職務是軍團指揮官、區域指揮官、防空指揮部指揮官、防衛指揮部指揮官等。在海洋委員會海巡署中，主要擔任的職務則有該署署長、副署長等職。

中華民國陸軍中将肩章
中華民國憲兵中将肩章
中華民國海軍中将袖章、肩章
中華民國海軍陸戰隊中将肩章
中華民國空軍中将肩章
中華民國海洋委員會海巡署簡任十四職等、警監特階、中将肩章
中華民國海洋委員會海巡署簡任十三職等、警監一階、中将肩章

### 中华人民共和国
在中华人民共和国，中将为上将和少将之间的军衔、领章为两颗金星，由少将所升任，他们在軍中通常为副战区职干部的唯一编制军衔，亦可能为正军级的编制。

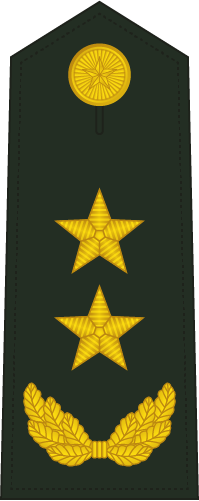
中國人民解放軍陸軍中将肩章
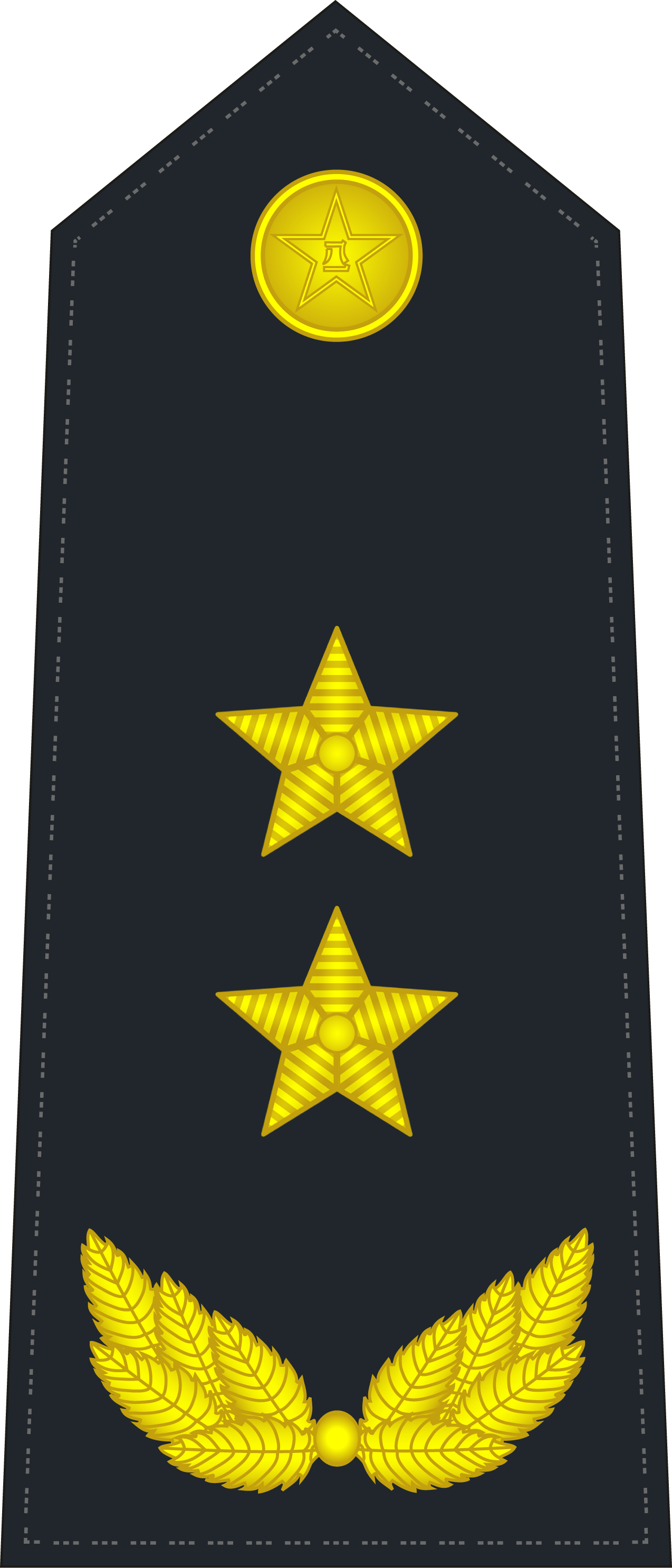
中國人民解放軍海軍中将肩章
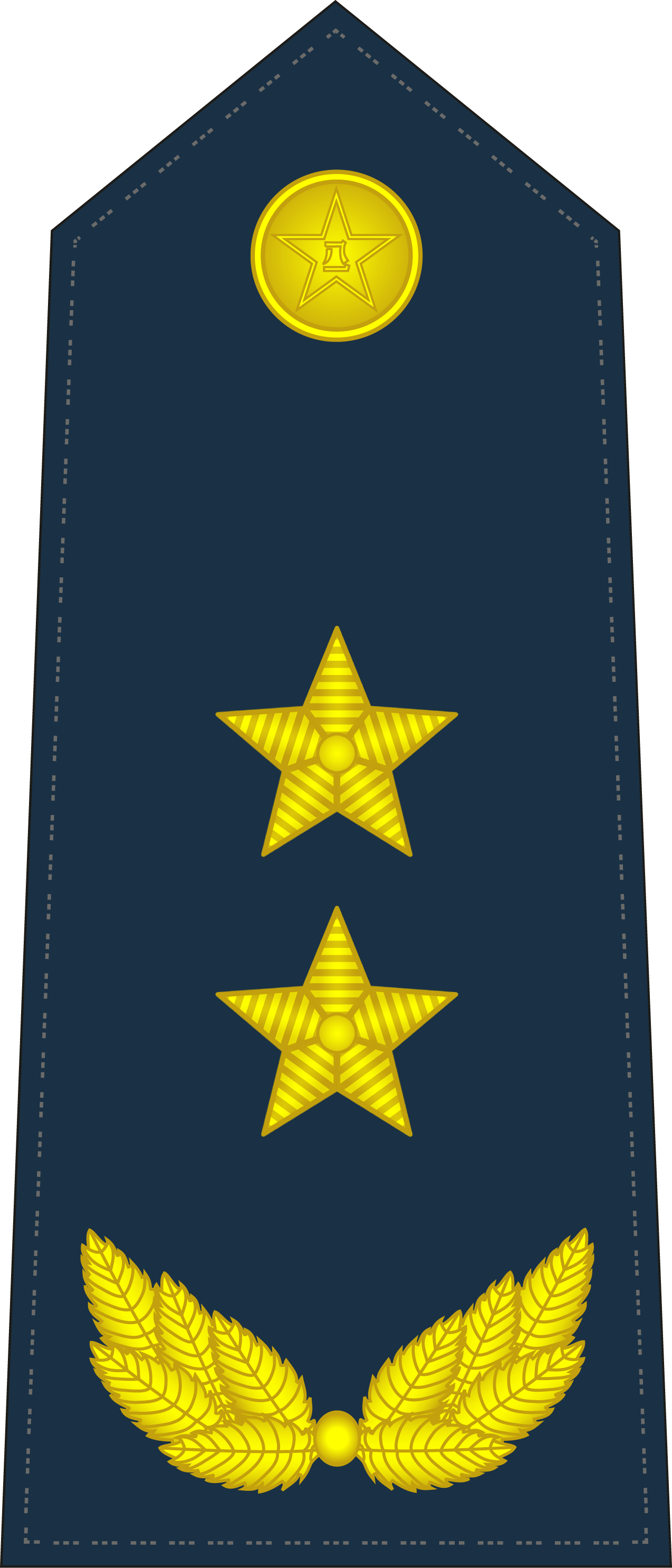
中國人民解放軍空軍中将肩章

### 法國
法國海軍中，OF-8稱為中隊海軍中將，地位等同中將。

法國陸軍中将肩章
法國海軍副上將肩章
法國空軍中将肩章

### 德國

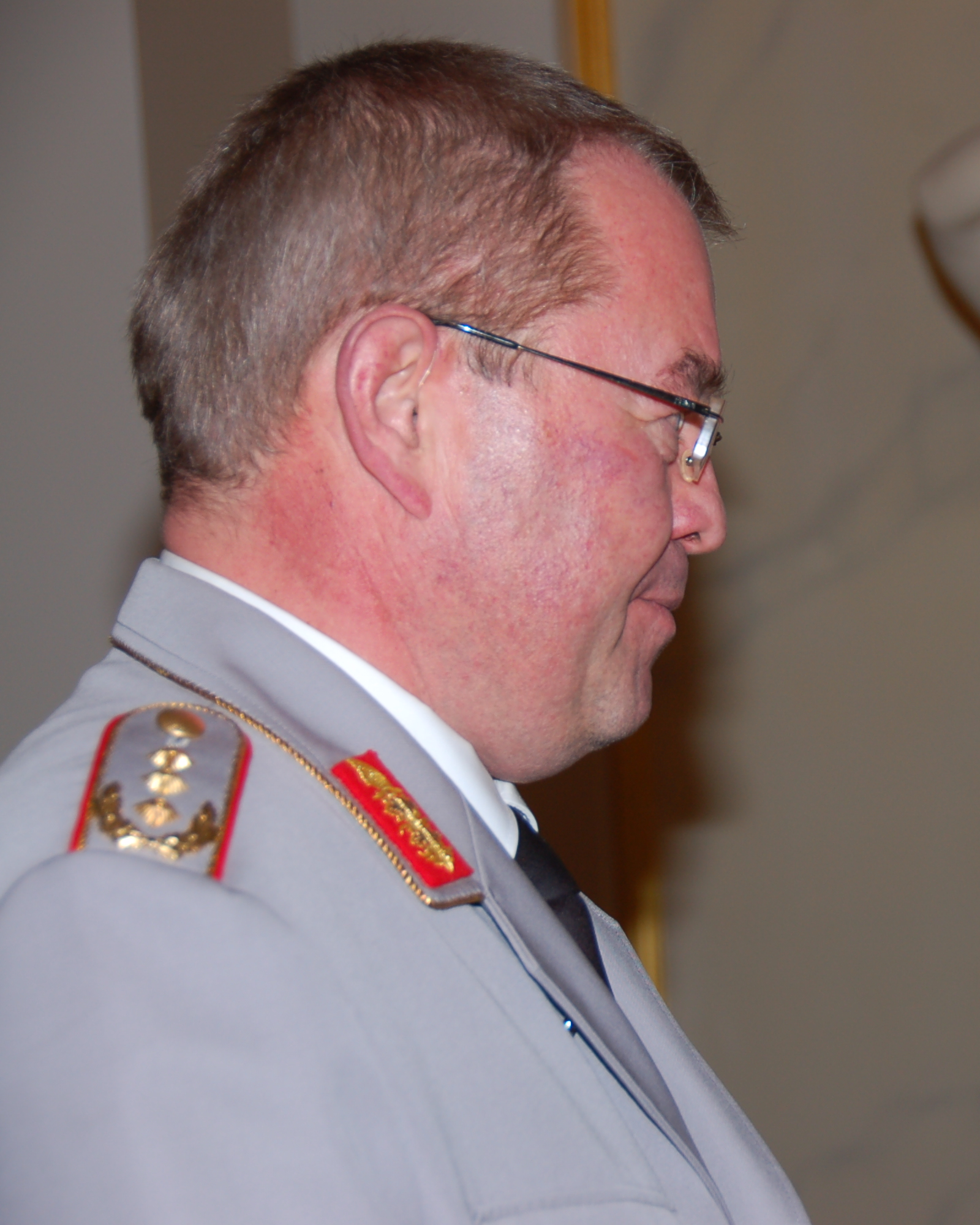
德國陸軍中將君特·韋勒

德意志聯邦國防軍中，中將多擔任軍團(日德用法，由兩個以上的師組成)長一職。

德國陸軍中将肩章
德國海軍中將肩章
德國空軍中将肩章

### 俄羅斯

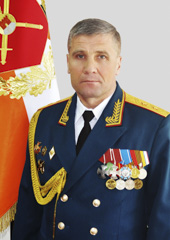
俄羅斯陸軍中將謝爾蓋·謝夫留科夫

俄羅斯於2010年修改了軍服，但中將肩章依然是2顆星。

俄羅斯陸軍中将肩章
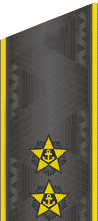
俄羅斯海軍中將肩章
俄羅斯空軍中将肩章

### 英國

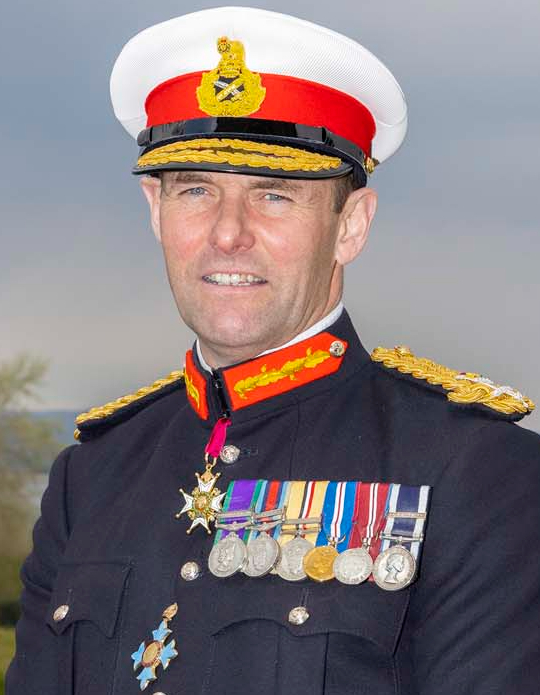
英國皇家海軍陸戰隊中將羅伯特·麥格文

英軍和美軍、法軍相同，因有准將一職，中將變為第3級(3顆星)的將官。英國皇家空軍中，准將至上將的肩章相同，但袖章不同。

英國陸軍中将肩章
英國皇家海軍中将肩章、袖章
英國皇家海軍陸戰隊中将肩章
英國皇家空軍中将(Air marshal)肩章、袖章

### 美國

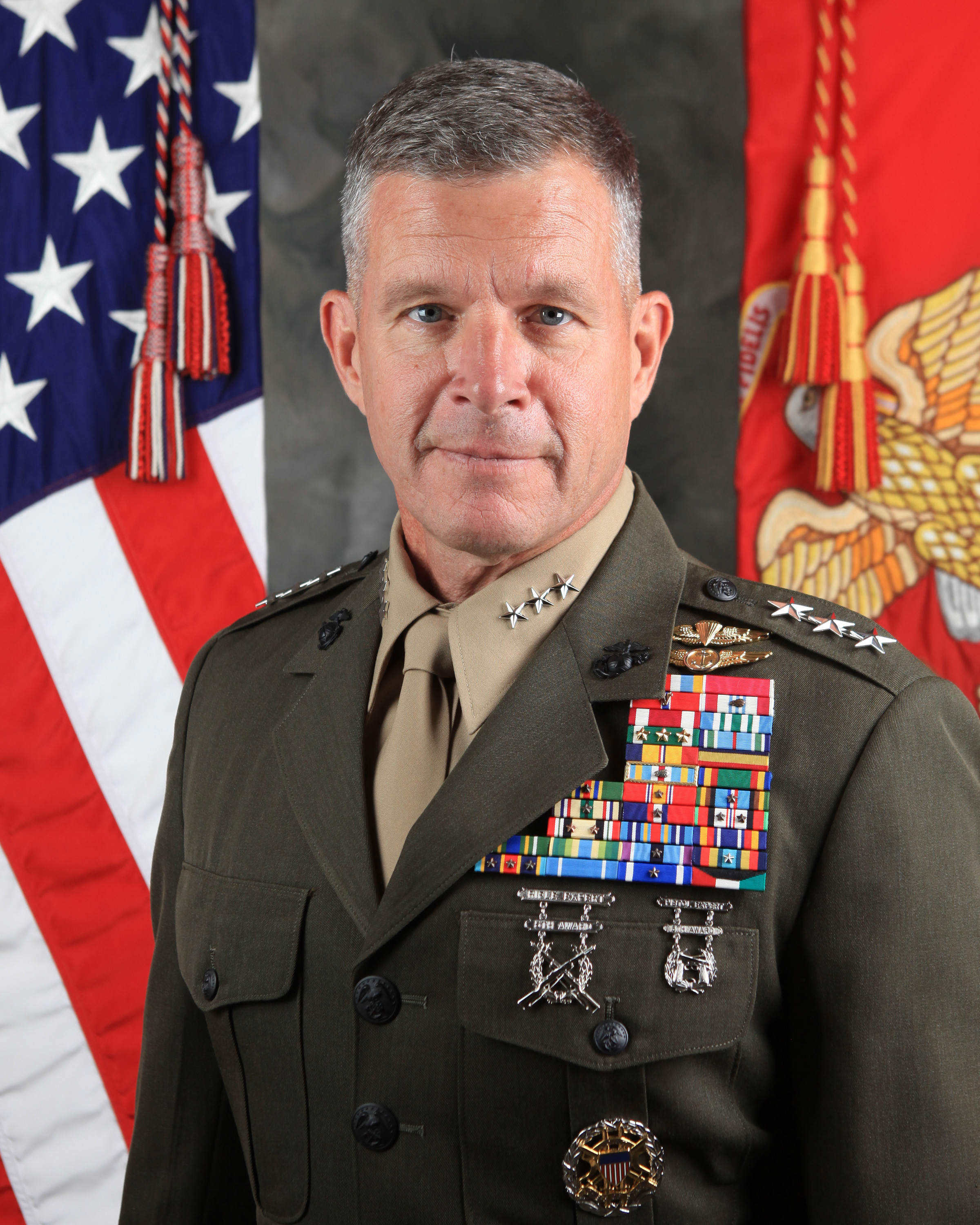
美國海軍陸戰隊中將路易斯·A·拉帕羅塔

中將在美國陸軍或美國海軍陸戰隊中通常指揮一個軍團規模的單位（陸軍部隊有20,000至45,000名軍士官兵，海軍陸戰隊遠征部隊有類似數量的海軍陸戰隊），而空軍中將指揮一支龐大的編號航空隊，由數個聯隊或一個較小的美國空軍司令部 (MAJCOM)，例如空軍特種作戰司令部或空軍預備役司令部。此外，所有軍種的中將在各個主要司令部和五角大樓擔任高級參謀，通常是其部門的負責人。2014年，有五名女性在美國陸軍中擔任中將。

美國陸軍中将肩章
美國海軍中将袖章、肩章及配章
美國海軍陸戰隊中将肩章
美國空軍中将肩章
美國海岸防衛隊中将袖章、肩章及配章